# Rodrigo Romero
Rodrigo Romero (ur. 8 listopada 1982) – paragwajski piłkarz, wychowanek General Caballero Asunción, a obecnie zawodnik Sportivo Trinidense, występujący na pozycji bramkarza.
Został powołany do kadry olimpijskiej Paragwaju, z którą wywalczył srebrny medal na Letnich Igrzyskach Olimpijskich w 2004 w Atenach.
Przed dołączeniem do Sportivo Trinidense był zawodnikiem General Caballero Asunción (2002), Sportivo Trinidense (2002–2003), Club Nacional (2003–2004, 2005–2006) oraz Sport Colombia Fernando de la Mora (2005).